# Едуард Б. Люис
Едуард Б. Люис (на английски: Edward B. Lewis; 20 май 1918 – 21 юли 2004) е американски генетик, лауреат на Нобелова награда за физиология или медицина за 1995 г.

## Биография
Люис е роден в Уилксбъри, Пенсилвания, и завършва гимназията E. Л. Майърс. Получава бакалавърска степен по биостатистика от университета на Минесота през 1939 г., където работи върху Drosophila melanogaster, в лабораторията на Клерънс Пол Оливър. През 1942 г. Люис получи докторска степен от Калифорнийския технологичен институт (Caltech), като работи под ръководството на Алфред Стъртевант. След като служи като метеоролог в американските военновъздушни сили през Втората световна война, Луис се присъединява към факултета на Caltech през 1946 г. като инструктор. През 1956 г. е назначен за професор по биология.
Получава Нобелова награда за проучванията си с Drosophila (включително откриването на дрозофилния биторакс комплекс и изясняване на тези функциите му), основа за областта на генетиката на развитието и поставя основите за нашето разбиране на общите еволюционни стратегии, контролиращи животинското развитие. Публикациите му в тези ключови области на генетиката, биология на развитието, радиация и рак са представени в книгата „Genes, Development and Cancer“, която е представена през 2004 г.

## Отличия
Сред многото награди получава:
- През 1983 г. получава медал „Томас Хънт Морган“.
- През 1987 г. – Международна награда на Фондация „Гарднър“.
- През 1989 г. – награда за медицина на Фондация „Вълците“.
- През 1990 г. – награда „Розенстийл“ и Националния медал за наука (National Medal of Science), най-високото научно отличие на САЩ.
- През 1991 г. – награда за основни медицински изследвания – „Алберт Ласкер“ (Albert Lasker Award for Basic Medical Research).
- През 1992 г. – награда „Луиза Грос Хорвиц“ (Louisa Gross Horwitz Prize) от Колумбийския университет.
- През 1995 г. – Нобелова награда за физиология или медицина за изследвания върху генетиката върху винената мушица.